# Privlačka bilina
Privlačka bilina je hrvatska autohtona sorta vinove loze iz zadarskog područja. Slična je maraštini. Manjih je grozdova, s razmjerno visokim udjelima šećera, a niskim kiselina.
Obično se sadila kao mješoviti nasad.
Općina Privlaka i Agronomski fakultet u Zagrebu provode obnovu sorte u mjesnim vinogradima.